# Elgaria velazquezi
Espèce
Statut de conservation UICN

 LC  : Préoccupation mineure
Elgaria velazquezi est une espèce de sauriens de la famille des Anguidae.

## Répartition
Cette espèce est endémique de Basse-Californie du Sud au Mexique.

## Description
L'holotype de Elgaria velazquezi, un mâle adulte, mesure 115 mm queue non comprise. Son dos est brun et sa tête présente des taches gris foncé. Sa face ventrale est blanc terne avec quelques traces crème dans la région abdominale.

## Étymologie
Cette espèce est nommée en l'honneur de Victor Velázquez-Solis.

## Publication originale
- Grismer & Hollingsworth, 2001 : A taxonomic review of the endemic Alligator Lizard Elgaria paucicarinata (Anguidae: Squamata) of Baja California, México with a description of a new species. Herpetologica, vol. 57, no 4, p. 488-496 (texte intégral).